# David Prain
Sir David Prain (Fettercairn, 11 luglio 1857 – Whyteleaf, 16 marzo 1944) è stato un medico e botanico scozzese.

## Biografia
Nato a Fettercairn (Kincardineshire, Scozia) si formò presso la Università di Aberdeen e successivamente alla Università di Edimburgo, dove si laureò in medicina nel 1883.
Trasferitosi in India, prestò la sua opera come medico presso  l'Indian Medical Service e nel 1887 fu nominato curatore dell'Herbarium di Calcutta. Nel 1898 fu promosso direttore del Royal Botanic Garden di Calcutta, incarico che mantenne sino al 1905. Dal 1898 al 1905 fu anche professore di botanica al Medical College of Calcutta. Nel 1905 fu richiamato in patria per assumere l'incarico di direttore dei Kew Gardens.
Nel maggio 1905 fu eletto  Fellow of the Royal Society  e nel 1912 fu nominato membro dell'Accademia reale svedese delle scienze. Fu presidente della Linnean Society dal 1916 al 1919 e nel 1935 fu premiato con la Medaglia Linneana. Nel 1925 ricevette la Veitch Memorial Medal della Royal Horticultural Society.
Morì a Whyteleaf, Kent il 16 marzo 1944.

## Opere
- Bengal Plants (1903)
- Théophile Durand, Benjamin Daydon Jackson, William Turner Thiselton-Dyer, David Prain, Arthur William Hill, Edward James Salisbury, Index Kewensis plantarum phanerogamarum: Supplementum Tertium Nomina et Synonyma Omnium Generum et Specierum AB Initio Anni MDCCCCI Usque AD Finem Anni MDCCCCV Complectens, suppl. 3, 1901–1905, Royal Botanic Gardens, Kew, 1908.